# Punta Paitilla
Punta Paitilla é um setor exclusivo localizado em uma península, colingante ao leste com Punta Pacífica, no corregimento de San Francisco, na cidade de Panamá, em Panamá. Nasceu a finais da década de 60, era um acidente geográfico em plena baía de Panamá que abrigava tão só um par de edifícios altos, como o era o Holiday Inn- Punta Paitilla. Tem-se convertido hoje em dia em um labirinto de ruas rodeadas por torres de apartamentos de até 40 pisos de altura. A mesma é uma zona identificada como RM-1 (residencial multifamiliar hasta para 750 pessoas por hectare).
Na área de Paitilla se podem encontrar diferentes hospitales, clínicas, áreas de compras, supermercados, restaurantes, lojas para melhoras da casa assim como também áreas gerais de compras. Existe uma média de 55 edifícios altos.

## Imagens

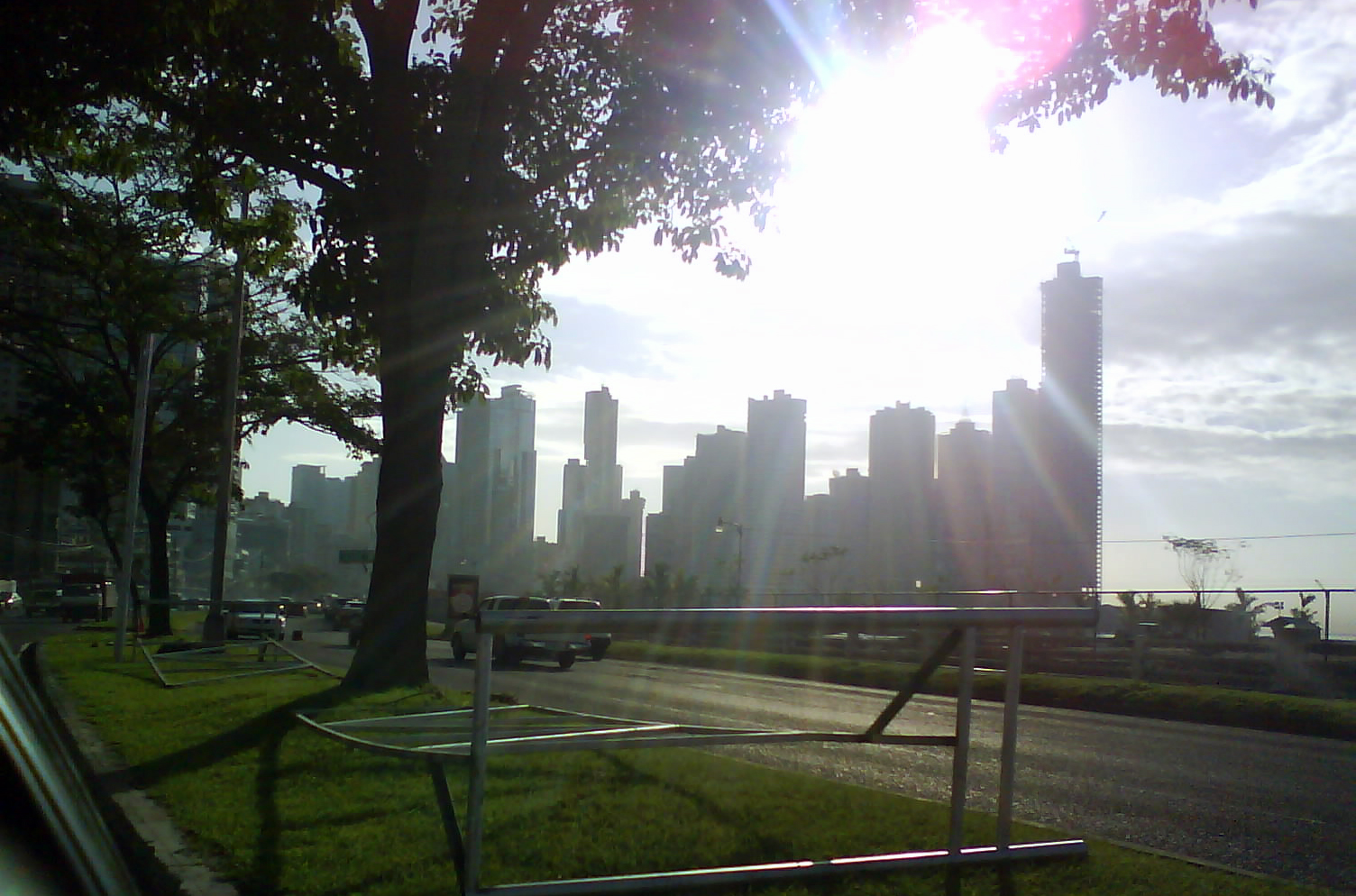
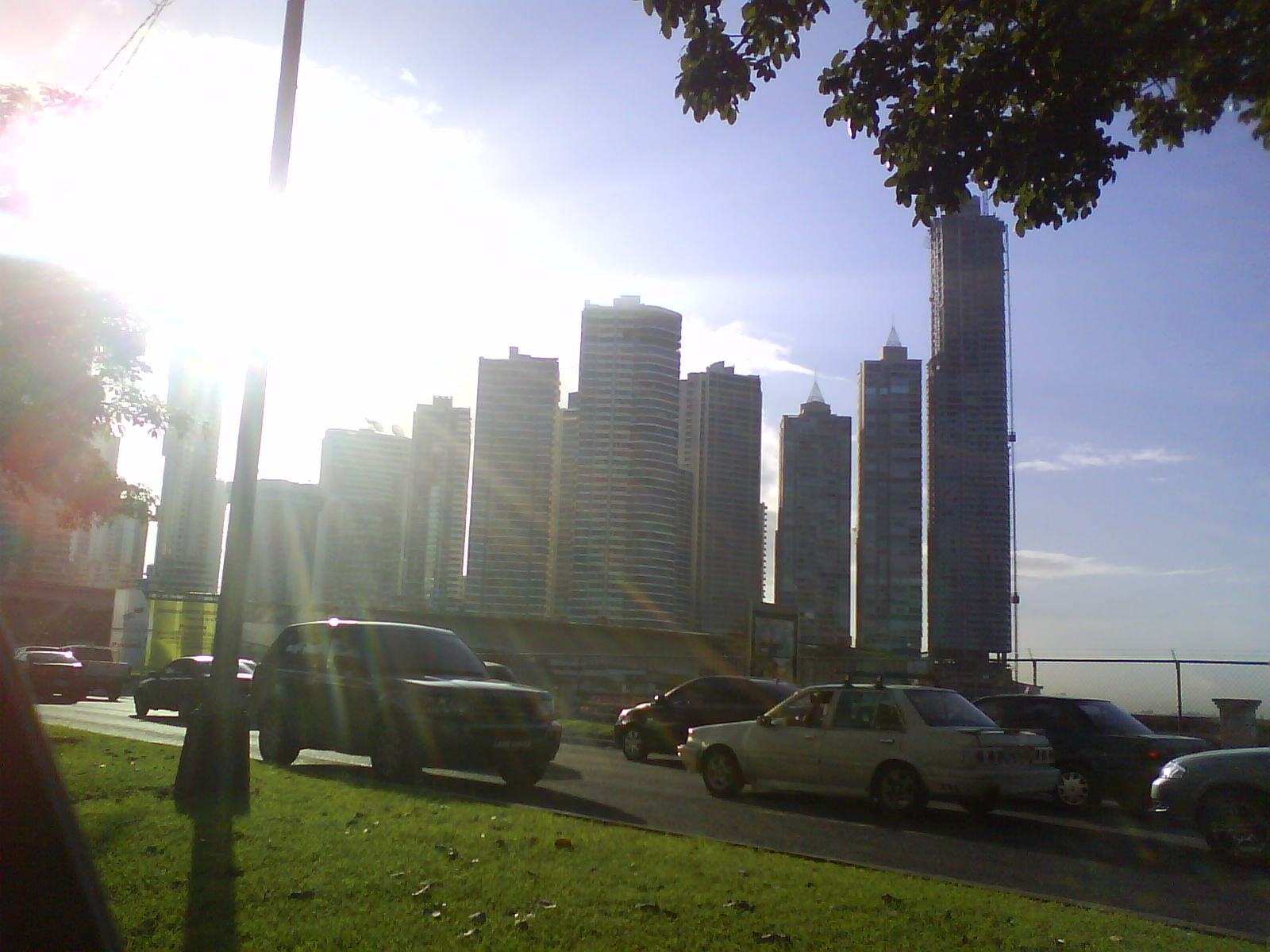
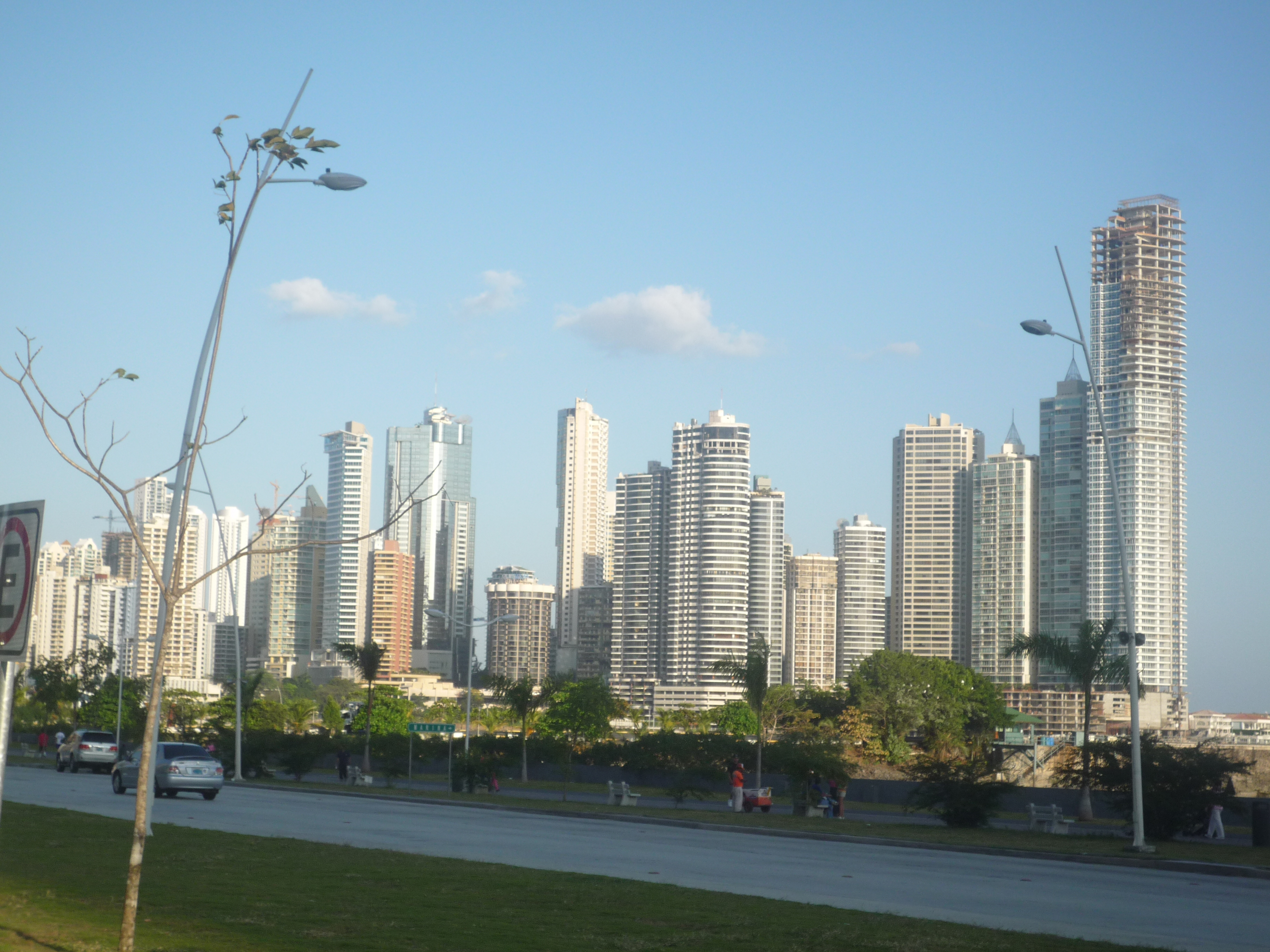